# Viareggio Beach Soccer 2019
Questa voce raccoglie le informazioni riguardanti del Viareggio Beach Soccer nelle competizioni ufficiali della stagione 2019.

## Stagione
Il Viareggio è vice-campione d'Italia. Perde la quarta finale scudetto.

## Maglie e sponsor
Lo sponsor principale per la stagione 2019 è Sammontana.
Lo sponsor tecnico per la stagione 2019 è PTS Sportwear.
| 1ª divisa | 2ª divisa |

## Organigramma societario
- Presidente: Giancarlo Carpita
- Vicepresidente:
- Direttore generale:
- Direttore tecnico:
- Segretaria:
- Addetto stampa:

## Organico

### Staff tecnico
- 1º Allenatore:  Stefano Santini
- 2º Allenatore:  Massimo Belluomini
- Prep. atletico:  Andrea Ferrari.
- Prep. portieri:  Emiliano Diridoni

## Palmares Personali
- Gabriele Gori capocannoniere della Serie A 2019 (reti 34)